# 皇居外苑

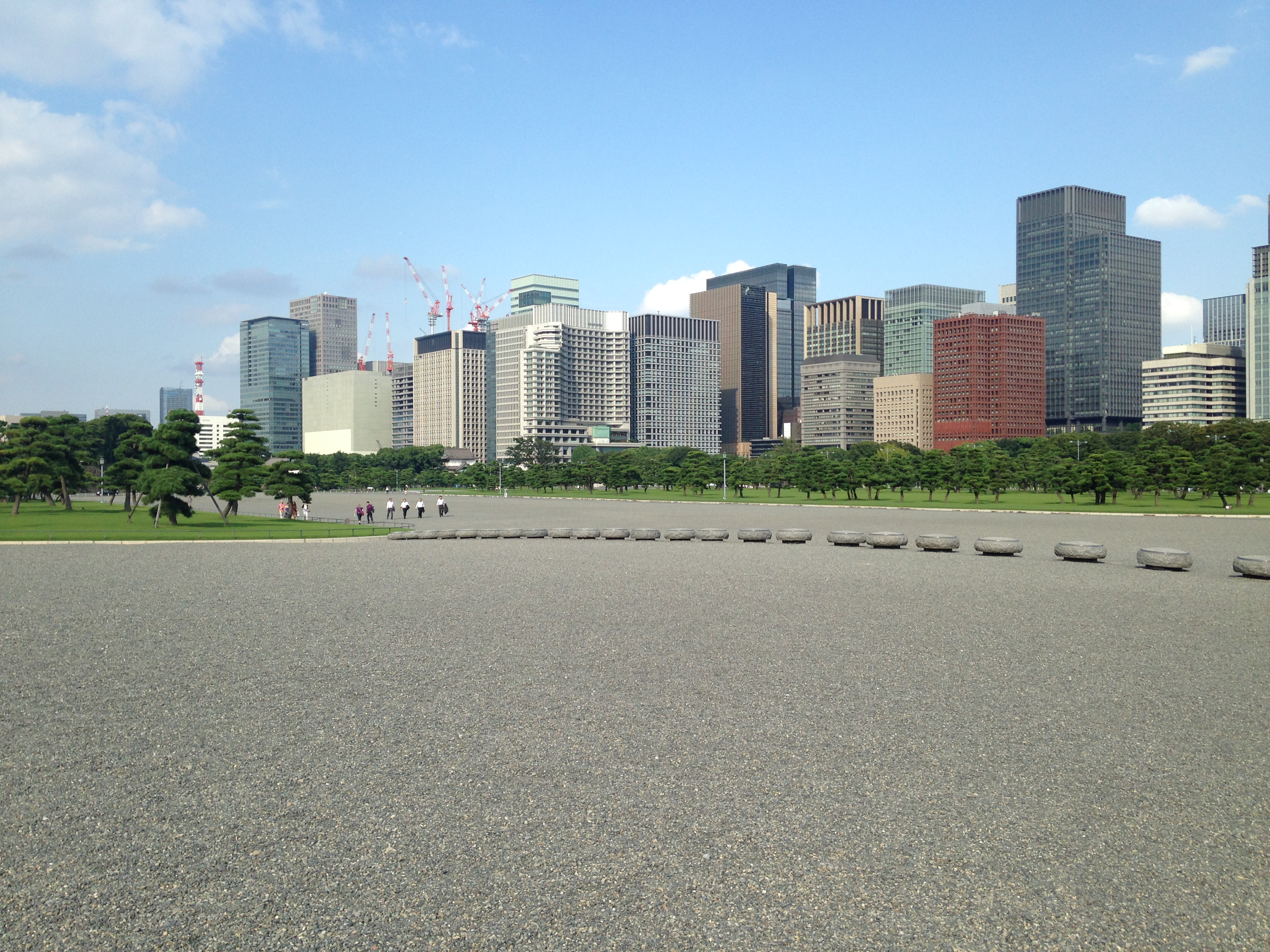
皇居外苑

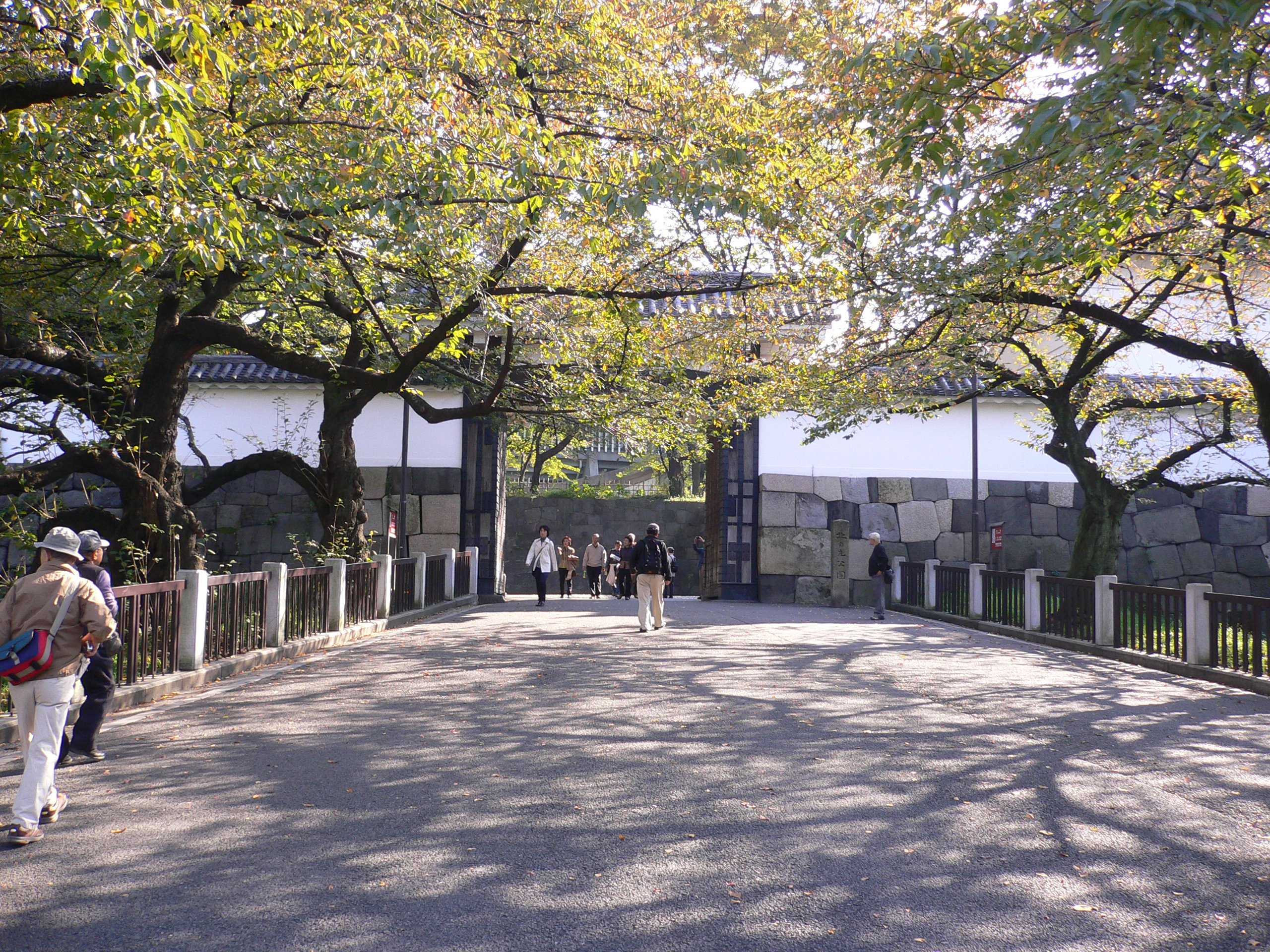
皇居外苑北の丸地区、田安門

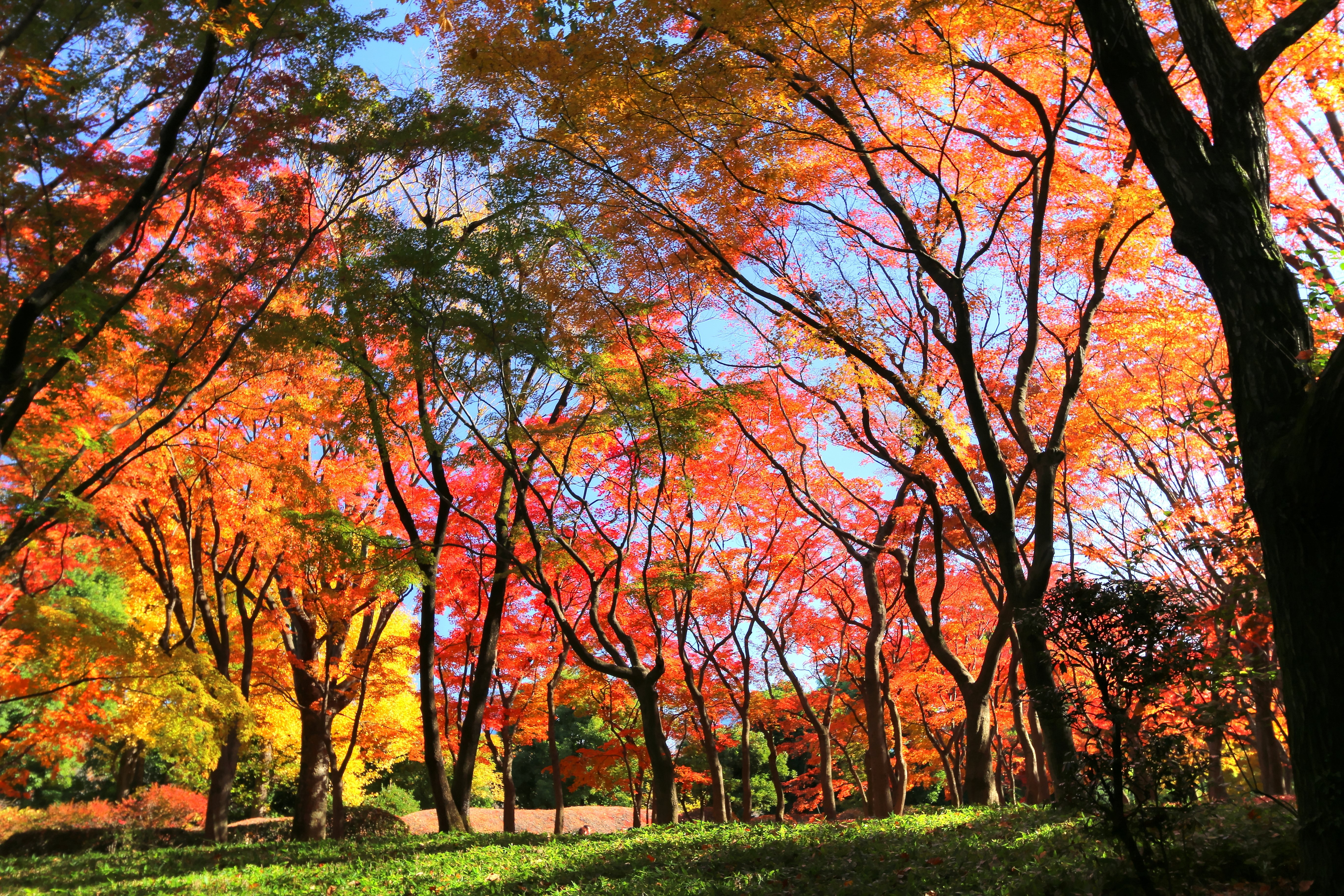
皇居外苑北の丸地区

皇居外苑（こうきょがいえん）は、日本の東京都千代田区にある環境省所管の国民公園、および、同公園に由来する千代田区の町名である。

## 概要
皇居前広場と1969年（昭和44年）に開園した北の丸公園、それに皇居の周りの内濠に沿った緑地も含まれる。都市計画法第11条（都市施設）に基づく名称は、北の丸公園、日比谷公園と合わせて「東京都市計画公園第5・8・23号中央公園」である。広大な広場のほかに、桜田門や二重橋といった東京を代表する歴史的にも貴重な建築物を見ることができる。
入苑は無料。広く開放されており開苑・閉苑の概念自体ない。

## 歴史
江戸時代には江戸城の一部で西の丸下と呼ばれ、幕閣に連なる大名の屋敷、馬場や厩舎が置かれていたが明治時代に撤去された。1872年（明治5年）に南から順に、祝田町、宝田町、元千代田町の町名が起立。
その後、皇室苑地を経て戦後、国民公園として開放することが閣議決定され、1949年（昭和24年）に開園した。
広大な芝生と黒松の木を中心とした広場に、巨大な噴水を上げている和田倉噴水公園など都心で数少ない安らぎの空間となっている。
1971年（昭和46年）に当時の厚生省から環境庁（現：環境省）に管轄が変わった。東京都内の観光ツアーの訪問地の代表格でもあり、海外からのも含め観光客の姿も多い。

### 事件・出来事
皇居に接している場所ということもあり、多くの事件・出来事が起こった。
- 1923年（大正12年） - 関東大震災が発生。避難民が宮城前でテント村を作る。翌年1月9日に撤去が始まる[1]。
- 1937年（昭和12年）2月 - 死のう団事件。団員の一人が「死のう」と書いたビラを撒いて割腹自殺を図る。
- 1945年（昭和20年）8月 - 皇居前での集団自決。第二次世界大戦の敗戦を機に、明朗会の12人など皇居前広場で多くの自決者が出た。
- 1946年（昭和21年） - 朝鮮人生活権擁護全国大会。デモ隊は皇居から首相官邸に向かい、首相官邸デモ事件を引き起こした。
- 1947年（昭和22年）1月28日 - 吉田内閣打倒・危機突破国民大会。2.1ゼネストを控え30万人が参加[2]。
- 1949年（昭和24年） - 全日本ボーイスカウト大会（後の日本ジャンボリー）が、皇居前広場で開催。
- 1947年（昭和22年）7月4日 - アメリカ独立記念日閲兵式。ダグラス・マッカーサーによる閲兵式。15000人が参加[3]。
- 1950年（昭和25年） - 人民広場事件。デモ隊と占領軍が皇居前広場で激突。死者は出なかったが、レッド・パージのきっかけとなった。
- 1952年（昭和27年） - 皇居前広場事件。日本労働組合総評議会がメーデーでの使用を厚生大臣が不許可としたことで、訴訟となった。
- 1952年（昭和27年） - 血のメーデー事件。デモ隊と警察が皇居前広場で激突。死者2名を出した。

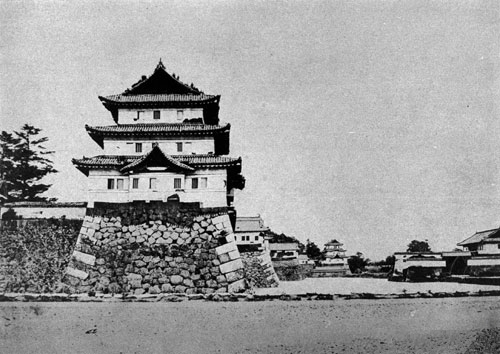
巽三重櫓　桔梗門　1868年

- 1954年（昭和29年） - 巽三重櫓　桔梗門　1868年二重橋事件 宮中一般参賀による警備の不手際により発生した群集事故。死者16名、負傷者65名を出した。

## 地域
公園というが遊具などはなく、広場の散策や江戸城の歴史に触れる憩いの場として見る向きが強い。また、皇居に隣接している性質上、皇宮警察や警視庁の監視がある。

### 一覧
- 皇居前広場 - 皇居外苑の代表的な広場。非常に広大な広場で、都心とは思えないほどのとても開放的な雰囲気である。砂利の部分と、芝生と黒松が植わっている広場からなる。周辺の丸の内や日比谷のオフィスビルが一望できる。広場の間を内堀通りが縦貫している。皇紀2600年を記念して現在の姿になった。戦後、左翼勢力により「人民広場」と称された時期もあった。関東大震災の際には、避難民のテント村が形成されたことがある。
- 二重橋 - 皇居に架かる代表的な橋。かつて橋が二段構造になっていたので、この名がついた。普段は立ち入れず、皇居前広場から眺めることしかできない。詳細は当該項目参照。
- 桜田門 - 皇居にある代表的な門。重要文化財に指定されている。何時でも通行することができる。詳細は当該項目参照。
- 坂下門 - 現在は宮内庁の通用門として使用されている。幕府の老中であった安藤信正が襲撃された坂下門外の変はここで起きた。
- 楠正成銅像背面「別子銅山」記馬場先門（1904年に解体）背後に馬場や厩舎が見える。遠方には木造の二重橋 桔梗門：門の内側に皇宮警察の本部がある。

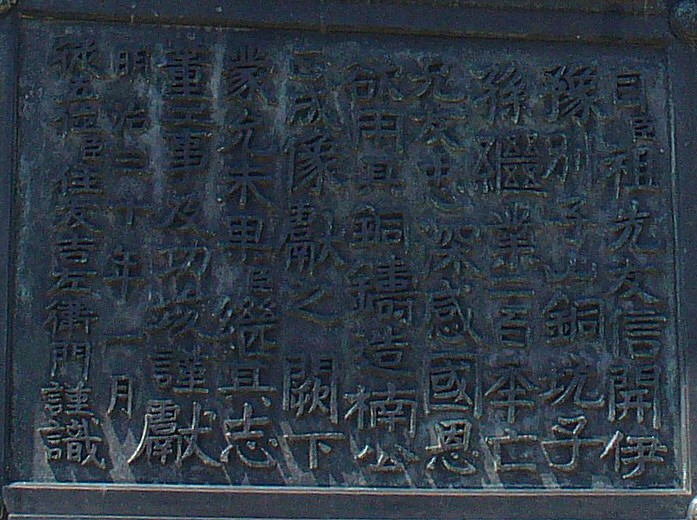
楠正成銅像背面「別子銅山」記

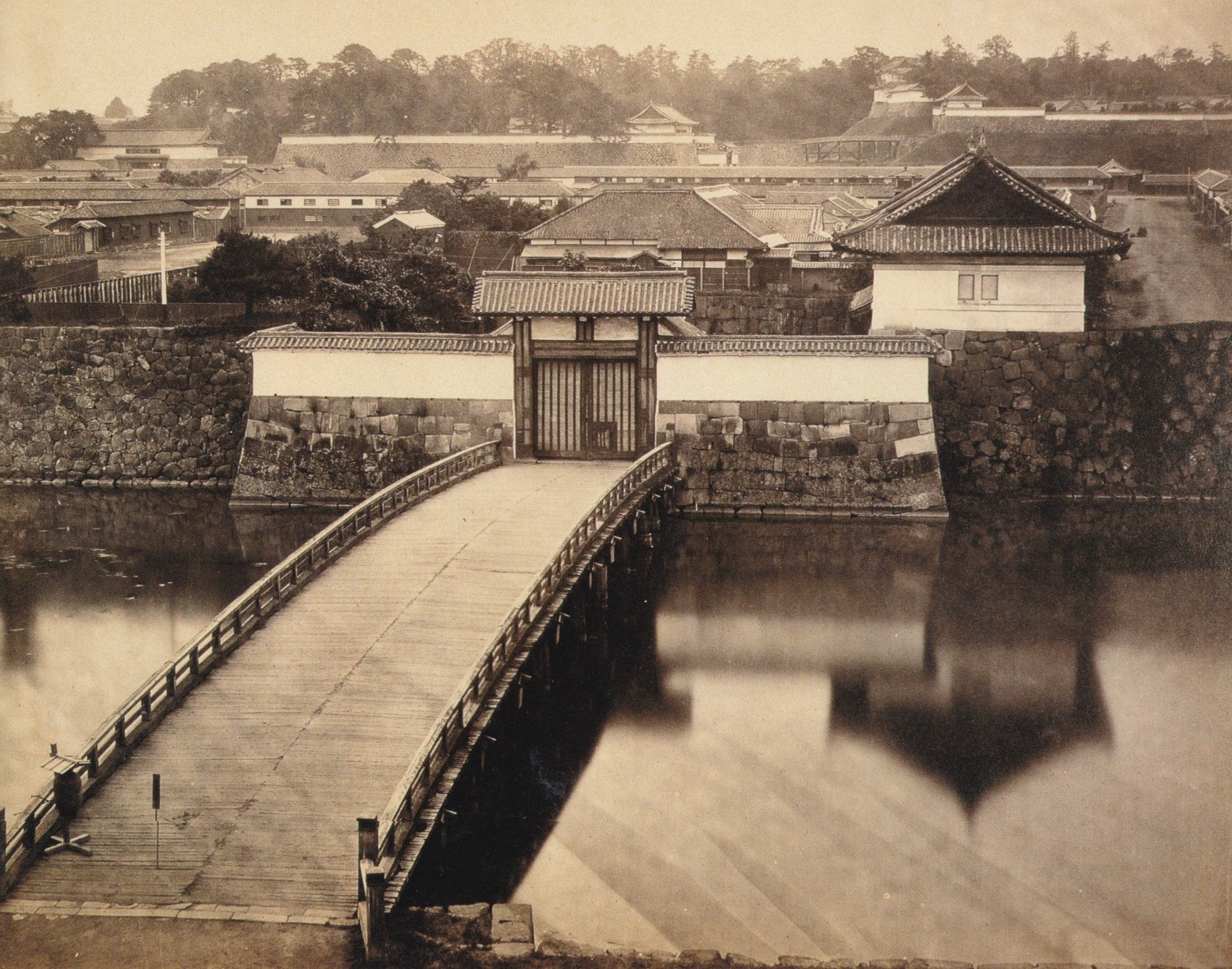
馬場先門（1904年に解体）背後に馬場や厩舎が見える。遠方には木造の二重橋

- 楠木正成像 - 別子銅山開山200年を記念して住友家が企画し作成され、宮内庁に献納された。1904年（明治37年）に完成した、東京都内の代表的な銅像。作成者は正成像が高村光雲、馬は後藤貞行。近くに楠公レストハウスというレストラン・休憩所がある。
- 和田倉噴水公園 - 和田倉地区にある噴水公園。明仁上皇の成婚を記念し、1961年（昭和36年）に開園。その後、今上天皇の成婚を記念して整備され、1995年（平成7年）に現在の姿になる。高さ8.5mまで吹き上げる大噴水やその周りを彩る小噴水は芸術的である。夜になるとライトアップされ、幻想的な雰囲気になる。特に夏場は涼を求めて多くの人が訪れる。江戸時代には会津藩の屋敷が建っていた。

また、隣接して皇居東御苑があり、江戸城本丸の遺構などを見ることができる。

### ギャラリー

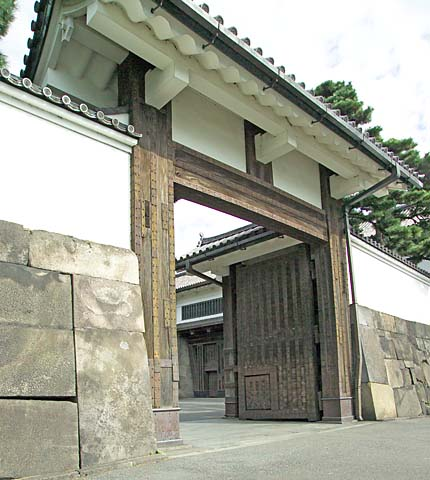
桜田門（2004年11月）
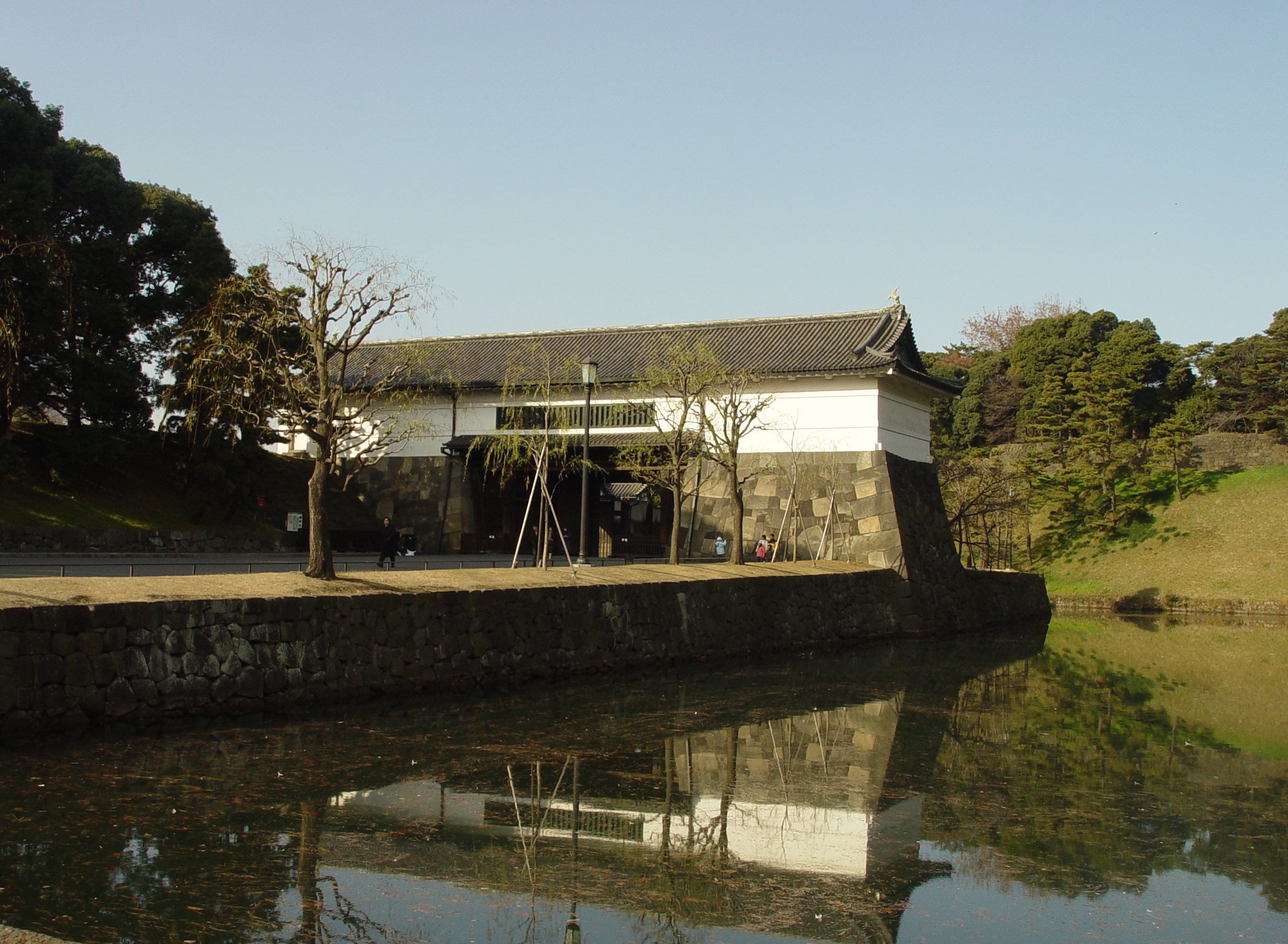
桜田門
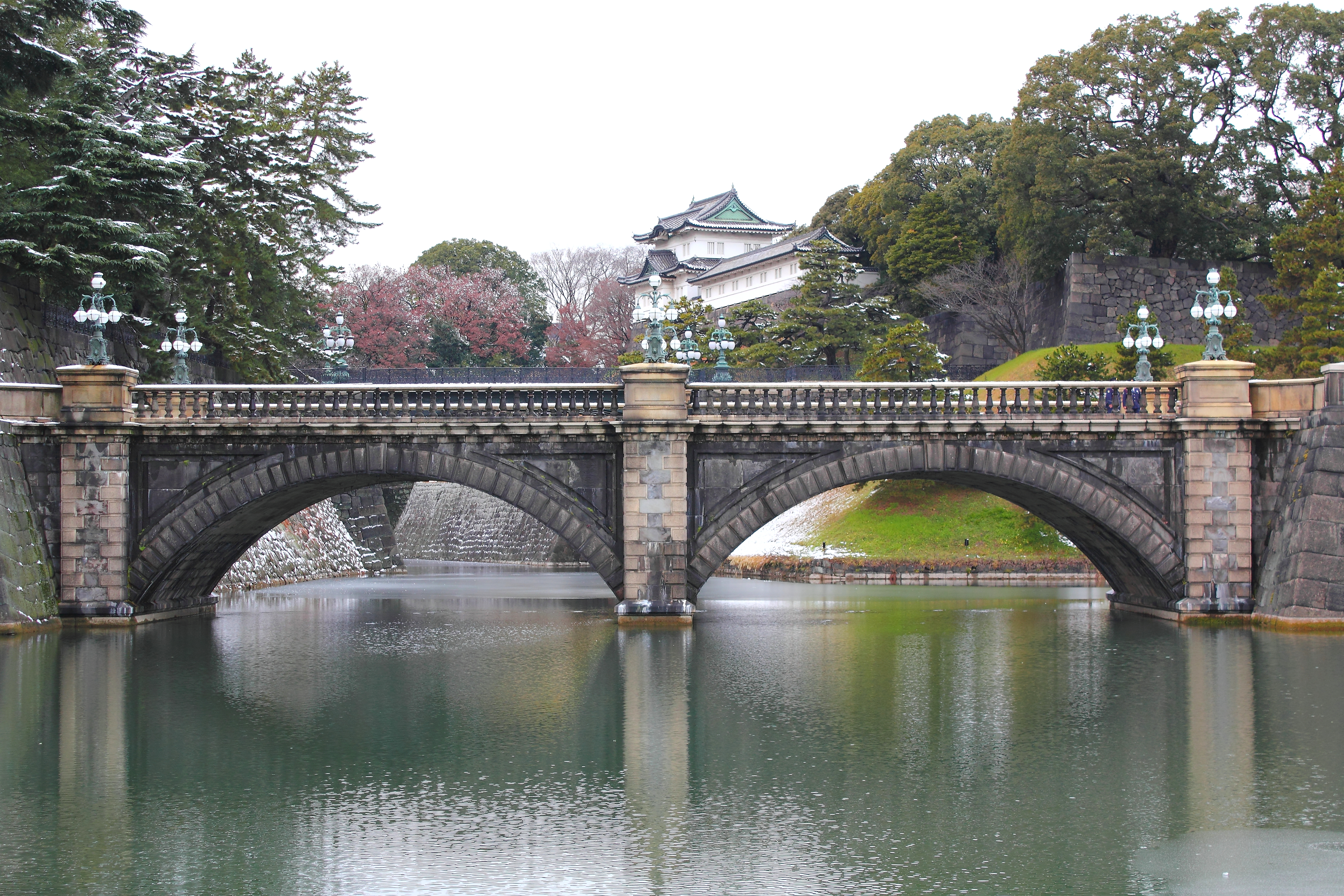
正門石橋（奥が二重橋）
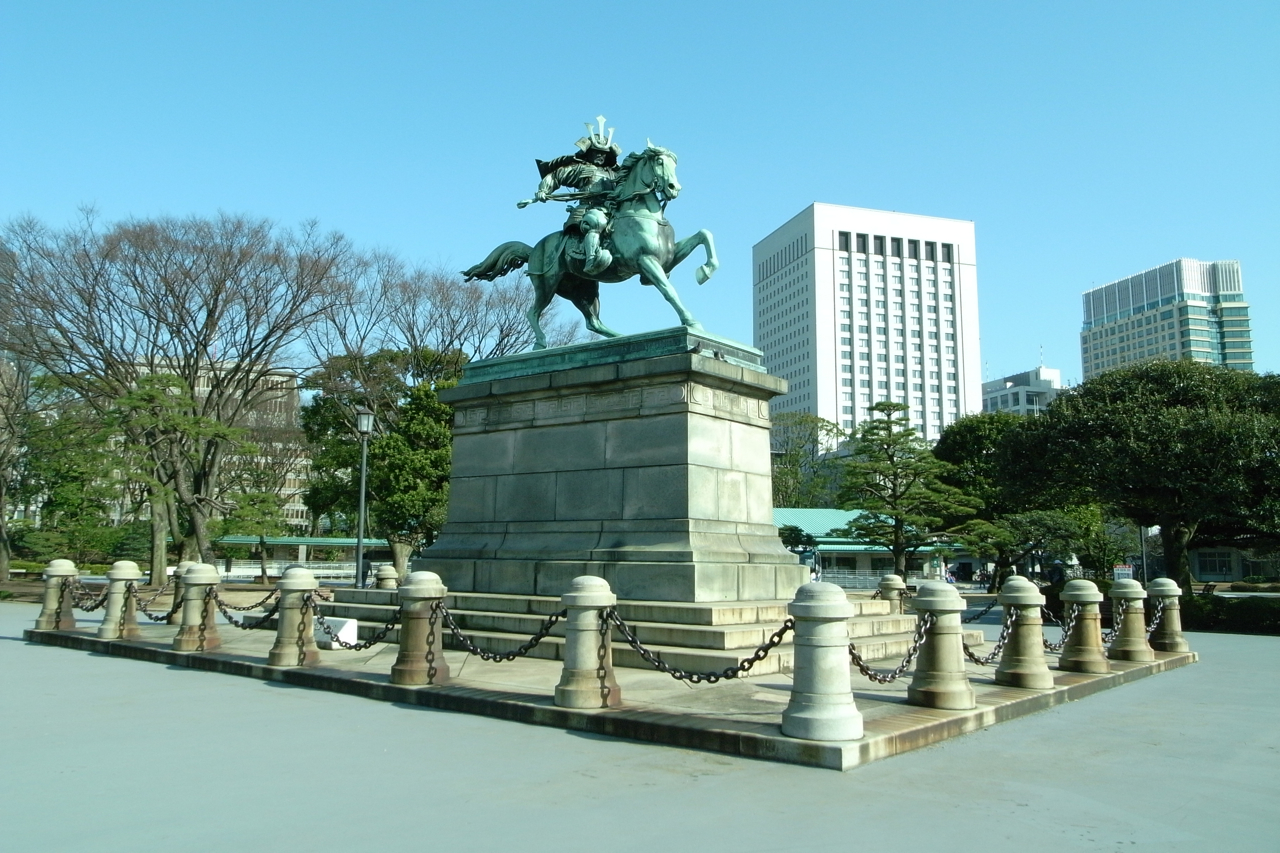
楠木正成像
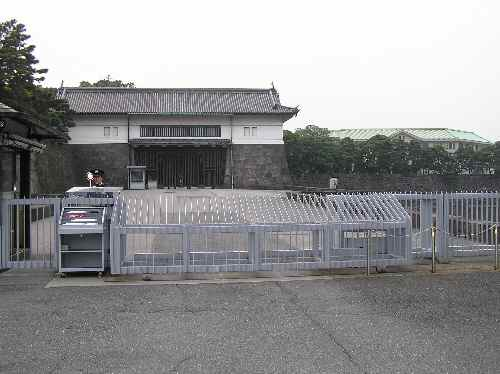
坂下門 奥に見えるのは宮内庁庁舎
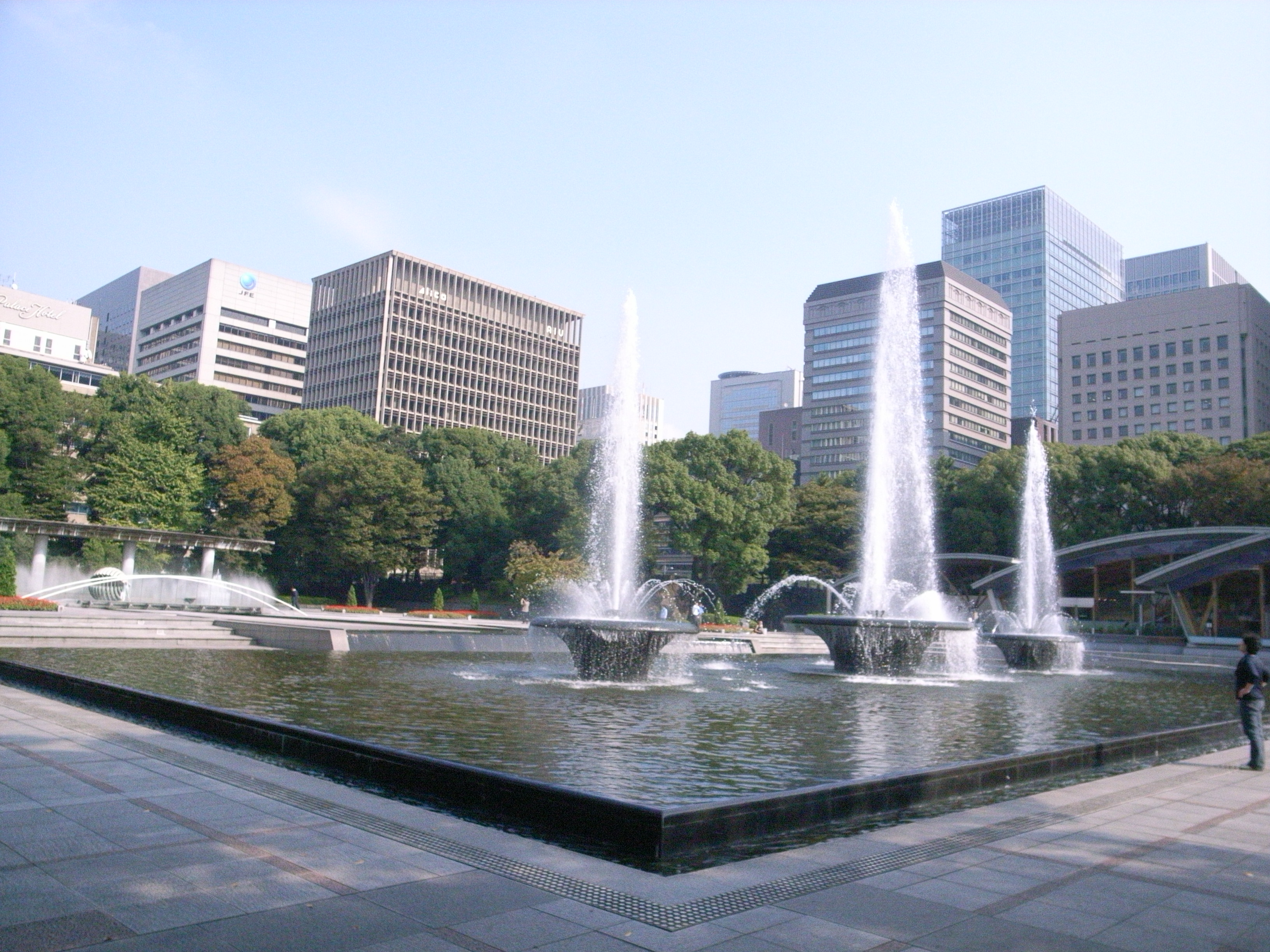
和田倉噴水公園
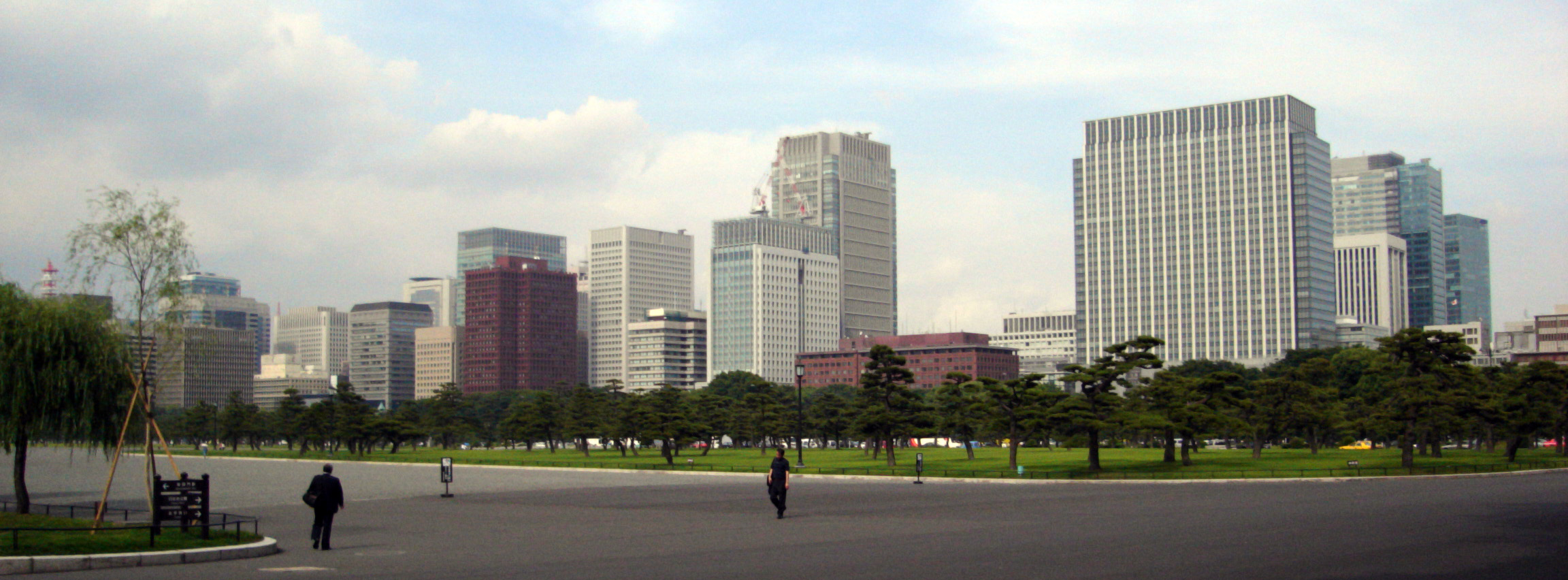
皇居前広場から見た丸の内のオフィス街の様子

## 地名としての皇居外苑
当地域には1967年（昭和42年）、住居表示が実施され、正式の町名となった。旧麹町区に当たる麹町地域内である。
郵便番号：100-0002

### 概要
前述の通り、国民公園としての「皇居外苑」には厳密には北の丸公園や皇居の周濠も含むが、町名としての「皇居外苑」の区域は皇居前広場周辺のみである。
住居表示による街区は1番から3番まで設定され、楠木正成像やレストハウスのある地区が1番街区、和田倉噴水公園の所在地が3番街区、その中間が2番街区である。住居表示実施以前の旧町名は1番街区が祝田町、2番街区が宝田町、3番街区が元千代田町であった。地域内には上述の施設のほか、住宅が一切無く、世帯数・人口ともにゼロである。

### 沿革
- 1967年（昭和42年）4月1日 - 住居表示を施行し、皇居外苑を新設する[4]。

### 町名の変遷
| 実施後   | 実施年月日   | 実施前（各町名ともその全域） |
| -------- | ------------ | ---------------------------- |
| 皇居外苑 | 1967年4月1日 | 祝田町、宝田町、元千代田町   |

## 交通

### 鉄道
- 東京メトロ千代田線 ○二重橋前駅 - 出入口が設けられている。
  - 所在地：丸の内

### 道路
- 東京都道301号白山祝田田町線（内堀通り）
- 東京都道404号皇居前東京停車場線